# Casiornis rufus
El burlisto castaño (en Argentina, Chile y Uruguay) (Casiornis rufus), también denominado suirirí castaño (en Paraguay) o casiornis rufo (en Perú), es una especie de ave paseriforme de la familia Tyrannidae, una de las dos pertenecientes al género Casiornis. Es nativo del centro sur de  América del Sur.

## Distribución y hábitat
Se distribuye al norte y este de Bolivia (sureste desde Beni y La Paz), centro sur de Brasil (sur de Mato Grosso y al este hasta el norte de Goiás y centro de Minas Gerais, al sur hasta Mato Grosso do Sul y São Paulo), recientemente registrado en Rio Grande do Sul; Paraguay y norte de Argentina (al sur hasta Tucumán, este de Chaco y norte de Corrientes); también en pequeña cantidad en el norte y noreste de Brasil (Maranhão, sur de Amapá), al oeste hasta el sureste del Perú (al norte hasta Junín y el Río Ene) durante el invierno austral. También en el noroeste de Uruguay. Se registró en el norte de Chile.
Esta especie es considerada bastante común en sus hábitats naturales, los bosques caducifolios y en galería y matorrales del chaco, en los inviernos australes, algunos migran hacia el norte, entonces habitan en bosques riparios y enmarañados. Principalmente por debajo de los 1500 m de altitud.

## Descripción
Mide 18 cm de longitud. Es de color canela vivo en las partes superiores y cabeza. La garganta y pecho de canela más claro, el abdomen es pardo amarillento. La base del pico es rosácea. La cola es relativamente larga.

## Comportamiento
Es arborícola, a veces baja al sotobosque; en pareja, posa erecto y acostumbra erizar la cresta, inclinando la cabeza, como un Myiarchus. Se junta a bandadas mixtas.

### Reproducción
Nidifica en cavidade naturales de los árboles. Es migratorio después del período reproductivo, hacia la Amazonia meridional durante los meses del estío.

### Vocalización
Es silencioso, emite un «psii» débil y estridente, a veces doblado.

## Sistemática

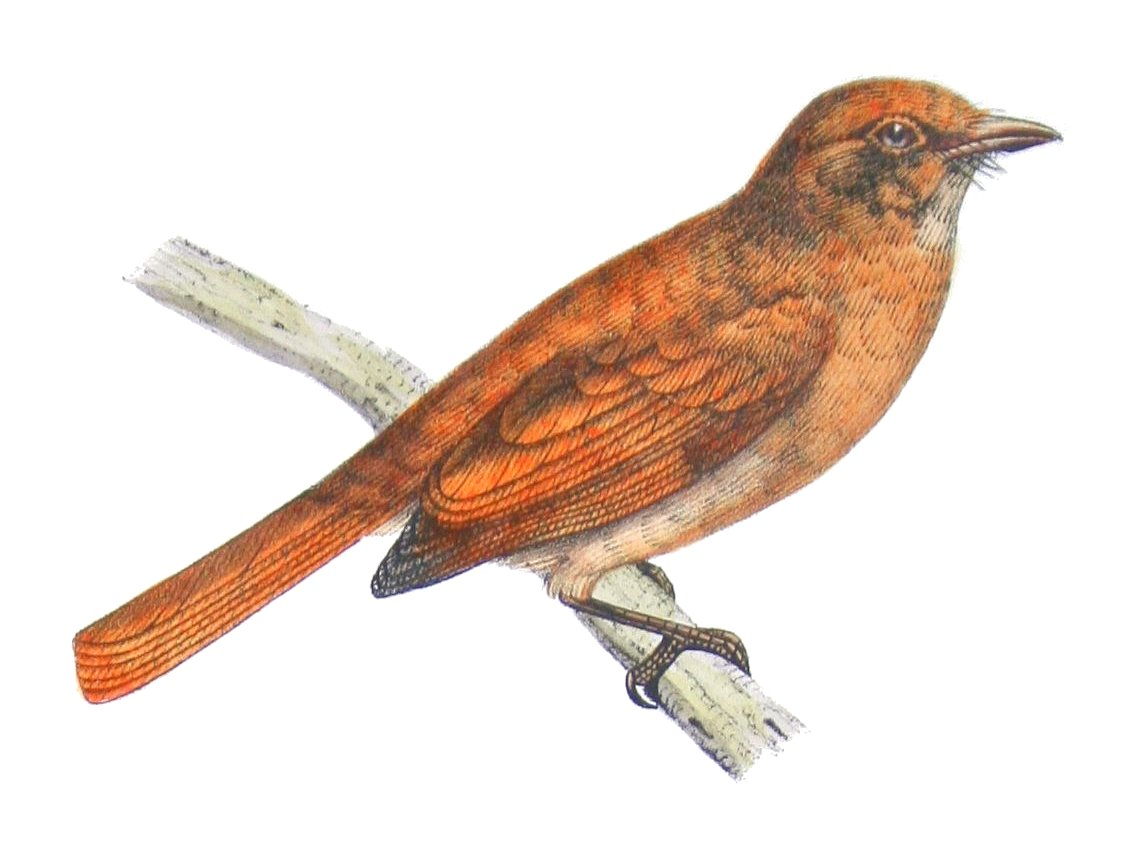
Casiornis rufus; ilustración de Castelnau, en Expédition dans les parties centrales de l'Amérique du Sud, de Rio de Janeiro à Lima et de Lima au Para, 1856.

### Descripción original
La especie C. rufus fue descrita por primera vez por el naturalista francés Louis Pierre Vieillot en 1816 bajo el nombre científico Thamnophilus rufus; la localidad tipo es: «Río Plata, Paraguay».

### Etimología
El nombre genérico masculino «Casiornis» se compone de las palabras del griego «kasia» que significa ‘árbol de canela’, y «ornis, ornithos» que significa ‘ave’; y el nombre de la especie «rufus», en latín significa ‘rojo’, ‘rufo’.

### Taxonomía
Fue considerada por autores anteriores como perteneciente a la familia Cotingidae, pero ahora es considerada como aliada a atrapamoscas de los géneros Rhytipterna, Sirystes y Myiarchus. Algunas veces es tratada como conespecífica con Casiornis fuscus. Es monotípica.